# Thomas Vervoort
Pour les articles homonymes, voir Vervoort.

a Compétitions nationales et continentales officielles uniquement.

b Matchs officiels uniquement.
Thomas Vervoort, né le 1er avril 1987 à Rognac, est un joueur de rugby à XV, international belge de nationalité française, qui évolue au poste de deuxième ligne.

## Biographie
Alors au RC Toulon depuis 2004, Thomas Vervoort intègre le pôle espoir de Marcoussis lors de la saison 2005-2006. Il y porte alors le maillot de l'équipe de France avec les moins de 19 ans.
Il rejoint en 2009 le SC Albi avant de signer en 2011 avec le CS Bourgoin-Jallieu. Il paraphe en 2012 un contrat de deux ans avec l'US Dax.
Au terme de ce contrat, il rejoint l'effectif de l'UA Libourne qui accède cette saison à la Fédérale 1. Il rejoint un an plus tard l'US seynoise un an plus tard, toujours en Fédérale 1.
Thomas Vervoort est appelé à l'automne 2016 à participer à des stages d'entraînement avec l'équipe nationale de Belgique. Il est ensuite sélectionné dans une liste de 37 joueurs destinés à représenter le XV belge dans le cadre du championnat d'Europe, avant de figurer dans le quinze titulaire pour la rencontre contre la Géorgie : il obtient ainsi sa première cape internationale sous le maillot belge le 11 février 2017, au Petit Heysel de Bruxelles,.
En 2018, il fait son retour dans les Landes, s'engageant avec l'US Tyrosse. Exerçant le métier de facteur dans le Var, puis à Soustons depuis son arrivée dans les Landes, il se reconvertit ensuite en tant qu'agent immobilier. Il prend sa retraite sportive à l'issue de la saison 2022-2023.
À partir de l'intersaison 2025, il entraîne les espoirs de l'US Tyrosse.

## Palmarès
- Championnat de France de rugby à XV de 2e division :
  - Vainqueur : 2008 avec le RC Toulon.